# Dietrich von Altenburg
Dietrich von Altenburg († 1341, Toruń) fou un cavaller teutònic, el dinovè gran mestre de l'Orde, del 1335 al 1341.
Dietrich von Altenburg descendeix dels burggrafs d'Altenburg a Turíngia. Entra el 1307 a l'Orde Teutònic i hi pronuncia els seus vots. El 1331 és nomenat mestre de l'Orde i lluita contra els polonesos. Conquereix per a l'orde Kujawy, del duc Wladislas Lobietek. És un estrateg militar valent i actiu que finalment busca la pau amb el poble polonès.
Quan és mestre, fa construir castells per controlar les vastes planes poc poblades de l'estat teutònic. Així doncs, el 1335, Angerburg, després el castell de Lötzen, el 1336 el castell d'Insterburg, Baierburg a la vora de Klaipėda, etc. Són envoltats de fossats per defensar-se de les invasions eslaves. També enforteix les fortificacions del castell de Malbork i les de Schwetz. A més a més, ordena la reconstrucció del castell de Danzig, al lloc on hi havia el vell castell ducal.
Dietrich von Altenburg també ordena la construcció de l'església de Santa Maria de Marienburg, així com la gran torre i acaba la construcció de la capella de Santa Anna, hi aixeca una estàtua a la Verge Maria. Finalment, ordena la construcció del primer pont fortificat, al riu Nogat, amb una torre a l'entrada.
Mor d'una malaltia quan negociava un tractat de pau amb els polonesos a Toruń. És el primer gran mestre de l'Orde que fou enterrat a la capella de Santa Anna de Marienburg.